# ليزلي هارلي
ليزلي هارلي (بالإنجليزية: Leslie Harley) (26 أكتوبر 1912 – 1987) هو ملاكم أسترالي راحل، مثّل بلاده في الألعاب الأولمبية الصيفية 1936.

## روابط خارجية
ليزلي هارلي على موقع أوليمبيديا (الإنجليزية)
- ليزلي هارلي على موقع اتحاد ألعاب الكومنولث (مؤرشف) (الإنجليزية)